# Lepidogalaxias salamandroides
Lepidogalaxias salamandroides – endemiczny gatunek ryby żyjącej w zachodniej Australii, jedyny przedstawiciel rodzaju Lepidogalaxias, monotypowej rodziny Lepidogalaxiidae i rzędu Lepidogalaxiiformes. 

## Taksonomia
Gatunek opisał Gerlof Fokko Mees (ur. 1926) w 1961 roku. Początkowo zaliczono go do rodziny galaksowatych (Galaxiidae), później przeniesiono do osobnej rodziny Lepidogalaxiidae, którą w 2006 Joseph Nelson włączył w randze podrodziny Lepidogalaxiinae do galaksowatych. Dalsze badania wskazują na bazalną pozycję tego gatunku w obrębie Euteleostei, dlatego rodzina Lepidogalaxiidae została wyodrębniona do rzędu Lepidogalaxiiformes, siostrzanego dla pozostałych Euteleostei.

## Występowanie i ekologia
Lepidogalaxias salamandroides występuje w płytkich słodkowodnych zbiornikach okresowych, o kwaśnym pH wody wynoszącym ok. 4. Żyje w strefie przydennej, nie migruje. W okresie letnim, kiedy wody te wysychają, wygrzebuje w piasku drobne jamki, w których, popadając w letarg, przeczekuje porę suchą. Żywi się głównie larwami owadów wodnych i drobnymi skorupiakami. Tarło ma miejsce późną zimą, czasem wczesną wiosną, kiedy poziom wód w zbiorniku jest najwyższy; zapłodnienie wewnętrzne z kopulacją, dzięki modyfikacji płetwy analnej samca. Samica składa ok. 100 jaj. Narybek szybko się rozwija, osiągając latem ok. 2,5 cm długości. Młode ryby pozostają w letargu w wydrążonych w mule drobnych norkach o gruszkowatym kształcie, gdzie oczekują do jesieni na powrót wody. Ok. 25–30% populacji osiąga dojrzałość płciową pod koniec pierwszego roku życia. Długość życia wynosi zazwyczaj 3 lata, choć niektóre osobniki potrafią przeżyć nawet do 5 lat (Fishbase 2015).

## Charakterystyka
Lepidogalaxias salamandroides ma podłużne, smukłe, cylindryczne ciało. Osiąga długość ok. 7 cm, przy czym wyraźnie widoczny jest dymorfizm płciowy – samce są mniejsze niż samice. Strona grzbietowa ciała jest zielonkawo-brązowa z czarnymi plamkami, natomiast strona brzuszna jest srebrno-biała. Płetwy bezbarwne. Długa płetwa grzbietowa z 5–7 promieniami, płetwy piersiowe z 10–12 promieniami, płetwy brzuszne z 4 wydłużonymi promieniami, płetwa odbytowa z 11–12 promieniami, płetwa ogonowa zaokrąglona z 12–14 promieniami. Lepidogalaxias salamandroides ma unieruchomione oczy w oczodołach, nie mogą się one obracać w celu śledzenia zdobyczy lub napastnika – skóra z powierzchni głowy i znad oczu tworzy jednolitą całość (brak wokół oczodołów fałdów luźnej skóry, występujących u kręgowców) (Paxton 1994). Brak zewnętrznych mięśni oka. Potrafi ruszać głową dzięki wygięciom ciała tuż za nią. Jest to możliwe dzięki obecności dużych szpar między kilkoma pierwszymi kręgami.

## Znaczenie w ochronie środowiska
Lepidogalaxias salamandroides w 1996 roku został wpisany do Czerwonej Księgi Gatunków Zagrożonych, publikowanej przez Międzynarodową Unię Ochrony Przyrody i Jej Zasobów (IUCN) jako gatunek bliski zagrożenia wyginięciem; od 2019 roku klasyfikowany jest jako gatunek zagrożony. Nie stanowi żadnego zagrożenia dla człowieka (Encyclopedia of Life 2015).

## Aktualne kierunki badań naukowych
Osobniki z gatunku Lepidogalaxias salamandroides są badane pod kątem strategii stosowanej w celu przetrwania warunków czasowej ekspozycji na tlen w okresach wysychania zbiorników wodnych (Magellan et al. 2014). Drugim nurtem badań jest pozycja Lepidogalaxias salamandroides na drzewie filogenetycznym (EBSCO 2015).